# ロベルト・ミケルッチ
ロベルト・ミケルッチ（Roberto Michelucci, 1922年10月29日 - 2010年11月13日）は、イタリアのヴァイオリニスト。

## 略歴
リヴォルノに生まれ、フィレンツェのルイジ・ケルビーニ音楽院、ローマの聖チェチーリア音楽院に学ぶ。フェリックス・アーヨの後を継ぎ、1967年から1972年までイ・ムジチのコンサートマスターを務める。その後は音楽教育活動に重点を移す。ソリストとしてもモーツァルトのヴァイオリンソナタやバッハの無伴奏ヴァイオリンのためのソナタとパルティータ全曲、等の録音がある。
レッジェッロにて没。